# 納奈莫蛸屬
納奈莫蛸屬，又稱納奈莫烏賊屬、納奈莫幽靈蛸屬，是已滅絕的幽靈蛸目物種，生存於白堊紀土侖階至坎帕階，化石發現於加拿大溫哥華島的納奈莫群，以及日本北海道鵡川町穗別地區的蝦夷群。納奈莫蛸屬中體型最大的物種為匹田氏納奈莫蛸，由其正模標本口部化石推測，其外套膜長度可達70 cm（28英寸），相較之下現存的幽靈蛸外套膜長度僅有10 cm（3.9英寸），是目前已知體型最大的幽靈蛸目物種。